# Party (Jonna Fraser)
Party is een single van de Nederlandse rappers Jonna Fraser en Ronnie Flex uit 2017. Het stond als achtste track op het album Jonathan van Fraser uit 2017.

## Achtergrond
Party is geschreven door Ronnie Flex, Jonna Fraser, Carlos Vrolijk, David van Dijk en Randall Felter en geproduceerd door Project Money. Met het nummer wordt verteld dat het leven zelf een feestje is. Party werd door reisbureau GOGO uitgeroepen tot de anthem voor hun Totally Summer-reisprogramma van 2017. Mede hierdoor behaalde het nummer de zeventiende plaats in de Single Top 100 en een achtentwintigste plaats in de Top 40. De single heeft in Nederland de platina status.